# Pirekua
A pirekua egy ősi, purepecsa indián eredetű, de európai és afrikai hatásokat is mutató énekstílus, amely Mexikó Michoacán államában mindmáig népszerű. Mind az ilyen stílusú dalok témája, mind a zenei kíséret nagy változatosságot mutat, a 165 purepecsa település közül összesen 30-ban figyeltek meg regionális változatokat. 2010-ben a pirekua felkerült az UNESCO szellemi kulturális örökségi listájára.

## Jellemzése
A dalt általában lassú tempóban éneklik, egy, kettő vagy három személy (az ő nevük pireri, többes számban pirériecha), akik lehetnek férfiak és nők is. Kísérhetik gitárral, hegedűvel, vagy akár ezek mellett fúvós hangszerekkel is. Szövegeikben sok a szimbolikus utalás, de témájuk rendkívül sokféle lehet: megénekelhetnek történelmi eseményeket, vallási témákat, érinthetnek politikai és szociális kérdéseket is, valamint a szerelemről is szólhatnak. Szerepe azért is fontos, mert erősíti a purepecsa közösségek közti kötelékeket, és eseményekkel vagy érzelmekkel kapcsolatos információkat is közvetíthet közöttük. A pirekua nemzedékről nemzedékre szájhagyomány útján öröklődött és öröklődik ma is.

## A pirekua, mint szellemi örökség
Az UNESCO irányába történő javaslattételt, miszerint a pirekuát a szellemi kulturális örökség részévé kellene nyilvánítani, és amely Leonel Godoy michoacáni kormányzó kezdeményezésére került benyújtásra, sokan vitatták amiatt, hogy előzetesen nem konzultáltak a számos purepecsa-közösséggel, ahol a pirekuát éneklik. A benyújtott dokumentumot mindössze a zacáni művészeti verseny szervezőbizottsága, az Erandi, a Zacán, a Tumbiecha és a P’urhembe előadói csoportok írták alá. Ennek ellenére a világszervezet a javaslatot befogadta, és 2010 novemberében felvette a pirekuát a szellemi kulturális örökségek listájára. Ez ellen, és a pirekuára épített „hivatalos, kommercializált” turisztikai propaganda ellen egy tiltakozó mozgalom is létrejött, amelyet a Kuskakua Unsti nevű szervezet irányít.